# Septotrochammina
Septotrochammina es un género de foraminífero bentónico de la subfamilia Remaneicinae, de la familia Remaneicidae, de la superfamilia Trochamminoidea, del suborden Trochamminina, y del orden Trochamminida. Su especie tipo es Septotrochammina plicata sensu Zheng (1979). Su rango cronoestratigráfico abarca el Holoceno.

## Discusión
Clasificaciones previas incluían Septotrochammina en el suborden Textulariina del orden Textulariida. Otras clasificaciones lo han incluido en el orden Lituolida.

## Clasificación
Septotrochammina incluye a las siguientes especies:
- Septotrochammina gonzalezi
- Septotrochammina plicata